# 天主教巴圖里教區
天主教巴圖里教區（拉丁語：Dioecesis Baturiensis）是喀麥隆一個羅馬天主教教區，屬貝爾圖阿總教區。
教區成立於1982年11月19日，位於東部區卡代省。2012年有教友44,409人（佔轄區總人口19.2%）、十二個堂區、廿六名司鐸。現任教區主教為福斯坦·安巴薩·恩迪約多CICM。